# St. Bartholomäus (Bruchhausen)

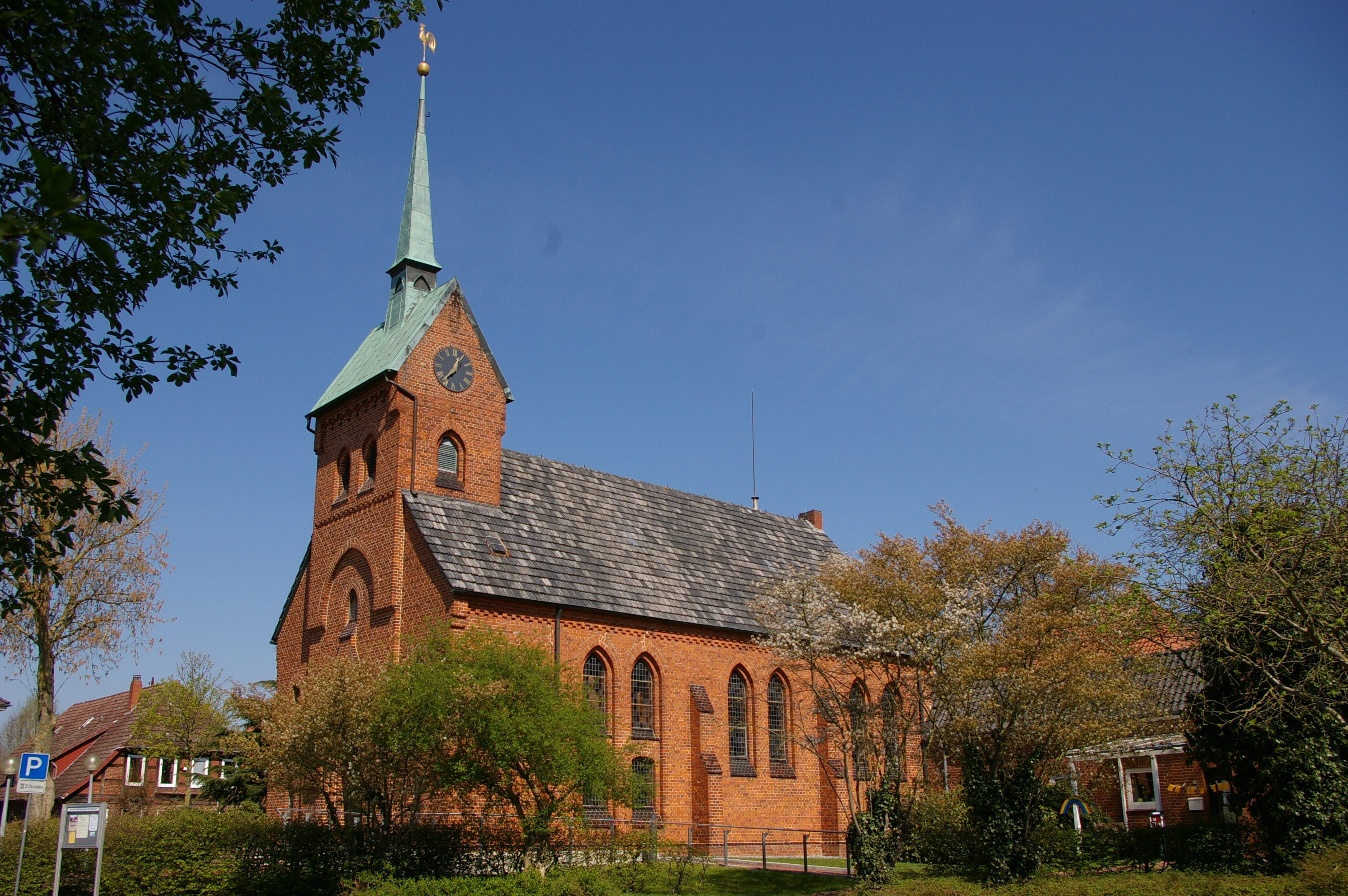
Ansicht der Bartholomäuskirche

Die Bartholomäus-Kirche in Bruchhausen ist eine evangelische Kirche im Ortsteil Bruchhausen der niedersächsischen Gemeinde Bruchhausen-Vilsen im Landkreis Diepholz. Sie ist benannt nach dem Apostel Bartholomäus. Das Patrozinium geht auf den  Bartholomäusmarkt genannten Brokser Markt zurück, der am Bartholomäustag veranstaltet wurde.

## Geschichte und Gebäude
Für die Burgsiedlung Bruchhausen bestand auf dem Burggelände eine Kapelle, die auch den Dreißigjährigen Krieg überstand, während die übrige Siedlung durch die Dänen zerstört wurde. Die Kapellengemeinde war eine Filiale der Kirche zu Vilsen. Zwar war die Kapelle noch 1850 erneuert worden, die Gemeinde entschloss sich jedoch 1897 das Grundstück der heutigen Kirche in der Schönen Reihe (Hausnummer 10) anzukaufen. Die alte Kapelle in der Schlossstraße wurde verkauft und abgerissen.
Das Kirchengebäude wurde 1901 als neogotischer Saalbau aus Backstein mit einer Holztonnendecke nach den Entwürfen Eduard Wendebourg (1857–1940) errichtet. Wegen der Lage im Moor konnte ein Friedhof an dieser Stelle nicht angelegt werden. 
Der Westturm trägt einen kupfernen Dachreiter. Der quadratische Chor mit einem kreisrunden Buntglasfenster birgt einen Blockaltar von 1957.
Die Kirche steht unter Denkmalschutz.

### Orgel
Die heutige Orgel wurde 1967 durch Hermann Hillebrand aus Altwarmbüchen anstelle der bauzeitlichen Orgel von Furtwängler und Hammer erbaut.

### Glocken
Das Geläut besteht aus zwei Glocken. Eine Glocke wurde 1646 für den Vorgängerbau der Kirche gegossen. Die zweite Glocke ist von 1951.